# Fussball Club Erzgebirge Aue 2004-2005
Questa voce raccoglie le informazioni riguardanti il Fussball Club Erzgebirge Aue nelle competizioni ufficiali della stagione 2004-2005.

## Stagione
Nella stagione 2004-2005 l'Erzgebirge Aue, allenato da Gerd Schädlich, concluse il campionato di 2. Bundesliga al 7º posto. In Coppa di Germania l'Erzgebirge Aue fu eliminato al primo turno dall'Osnabrück.

## Rosa
| N. |                     | Ruolo | Calciatore         |
| -- | ------------------- | ----- | ------------------ |
| 1  | Bulgaria (bandiera) | P     | Russi Petkov       |
| 2  | Germania (bandiera) | D     | Rene Krasselt      |
| 3  | Polonia (bandiera)  | D     | Tomasz Kos         |
| 4  | Germania (bandiera) | C     | Gregor Berger      |
| 5  | Germania (bandiera) | C     | Matthias Heidrich  |
| 6  | Germania (bandiera) | C     | Jörg Emmerich      |
| 7  | Germania (bandiera) | C     | Marco Kurth        |
| 8  | Bulgaria (bandiera) | C     | Zvetomir Tchipev   |
| 9  | Germania (bandiera) | C     | Maik Kunze         |
| 10 | Georgia (bandiera)  | A     | Khvicha Shubitidze |
| 11 | Germania (bandiera) | C     | Dino Toppmöller    |
| 12 | Germania (bandiera) | C     | Kevin Hampf        |
| 13 | Germania (bandiera) | A     | Sebastian Helbig   |

| N. |                     | Ruolo | Calciatore        |
| -- | ------------------- | ----- | ----------------- |
| 14 | Albania (bandiera)  | C     | Skerdilaid Curri  |
| 15 | Germania (bandiera) | C     | Frank Berger      |
| 16 | Germania (bandiera) | D     | Fabian Bröcker    |
| 17 | Germania (bandiera) | C     | Hendrik Liebers   |
| 19 | Germania (bandiera) | D     | Rüdiger Rehm      |
| 20 | Germania (bandiera) | D     | Sven Günther      |
| 21 | Germania (bandiera) | P     | Jörg Hahnel       |
| 22 | Germania (bandiera) | D     | Holger Hasse      |
| 23 | Germania (bandiera) | D     | René Trehkopf     |
| 24 | Germania (bandiera) | D     | Uwe Ehlers        |
| 25 | Polonia (bandiera)  | P     | Tomasz Bobel      |
| 29 | Polonia (bandiera)  | A     | Andrzej Juskowiak |
| 30 | Turchia (bandiera)  | A     | Ersin Demir       |

## Organigramma societario
Area tecnica
- Allenatore: Gerd Schädlich
- Allenatore in seconda: Holger Erler
- Preparatore dei portieri:
- Preparatori atletici:

## Calciomercato

### Sessione estiva
| Acquisti | Acquisti         | Acquisti              | Acquisti |
| R.       | Nome             | da                    | Modalità |
| -------- | ---------------- | --------------------- | -------- |
| D        | Sven Günther     | Eintracht Francoforte |          |
| D        | Holger Hasse     | Lubecca               |          |
| A        | Sebastian Helbig | Unterhaching          |          |
| D        | Tomasz Kos       | Norimberga            |          |
| C        | Hendrik Liebers  | Unterhaching          |          |

| Cessioni | Cessioni           | Cessioni         | Cessioni |
| R.       | Nome               | da               | Modalità |
| -------- | ------------------ | ---------------- | -------- |
| C        | Mike Barten        | SV Wilhelmshaven |          |
| P        | Mirco Egert        | Hallescher       |          |
| D        | Thorsten Görke     | Carl Zeiss Jena  |          |
| D        | Petr Grund         | O. Neugersdorf   |          |
| A        | Ronny Jank         | Osnabrück        |          |
| C        | Kay-Uwe Jendrossek | Chemnitz         |          |
| D        | Nikolče Noveski    | Magonza          |          |
| C        | Michel Petrick     | Hallescher       |          |
| A        | Mirko Ullmann      | VfB Auerbach     |          |

### Sessione invernale
| Acquisti | Acquisti       | Acquisti   | Acquisti |
| R.       | Nome           | da         | Modalità |
| -------- | -------------- | ---------- | -------- |
| D        | Fabian Bröcker | Amburgo II |          |
| D        | Uwe Ehlers     | Augusta    |          |

| Cessioni | Cessioni | Cessioni | Cessioni |
| R.       | Nome     | da       | Modalità |
| -------- | -------- | -------- | -------- |

## Risultati

### 2. Bundesliga

#### Girone di andata
| Arbitro: | Kemmling |

|              |           |                                                       |
| Foldgast 55’ | Marcatori | 22’, 43’ Curri 32’ Trehkopf 36’ Helbig 89’ Toppmöller |

| Arbitro: | Schriever |

|                               |           |                |
| Juskowiak 15’ Helbig 35’, 77’ | Marcatori | 18’ Kolomazník |

| Arbitro: | Scheppe |

|                |           |  |
| Westermann 10’ | Marcatori |  |

| Aue-Bad Schlema 12 settembre 2004, ore 15:00 CEST 4ª giornata | Erzgebirge Aue | 0 – 0 referto | LR Ahlen | Erzgebirgsstadion (12 100 spett.)\| Arbitro: \| Fleischer \| |
| Arbitro:                                                      | Fleischer      |               |          |                                                              |

| Arbitro: | Wagner |

|                                                           |           |           |
| Copado 20’ Akonnor 29’ von Walsleben-Schied 50’ Barut 62’ | Marcatori | 72’ Kunze |

| Arbitro: | Kinhöfer |

|           |           |              |
| Curri 57’ | Marcatori | 58’ Michalke |

| Arbitro: | Grudzinski |

|                   |           |                       |
| Pelzer 46’ (aut.) | Marcatori | 56’ Keller 88’ Klasen |

| Arbitro: | Stachowiak |

|  |           |                                  |
|  | Marcatori | 22’ Curri 26’ Juskowiak 50’ Rehm |

| Arbitro: | Brych |

|                |           |                                 |
| Shubitidze 90’ | Marcatori | 49’ Ahanfouf 70’ Voss 76’ Kurth |

| Arbitro: | Schriever |

|                |           |  |
| Reghecampf 60’ | Marcatori |  |

| Arbitro: | Frank |

|                    |           |  |
| Kos 60’ Helbig 89’ | Marcatori |  |

| Arbitro: | Wack |

|                   |           |  |
| van Lent 45’, 81’ | Marcatori |  |

| Arbitro: | Rafati |

|                     |           |  |
| Emmerich 58’ (rig.) | Marcatori |  |

| Arbitro: | Anklam |

|                  |           |  |
| Voigt 84’ (rig.) | Marcatori |  |

| Arbitro: | Schmidt |

|                                          |           |            |
| Juskowiak 7’, 38’ Demir 82’ Heidrich 90’ | Marcatori | 29’ Lavrič |

| Arbitro: | Seemann |

|                 |           |              |
| Benčík 33’, 35’ | Marcatori | 69’ Heidrich |

| Arbitro: | Welz |

|                                    |           |  |
| Tiéku 8’ (aut.) Günther 57’ (rig.) | Marcatori |  |

#### Girone di ritorno
| Arbitro: | Albrecht |

|            |           |           |
| Helbig 82’ | Marcatori | 55’ Kioyo |

| Arbitro: | Merk |

|                |           |  |
| Kolomazník 15’ | Marcatori |  |

| Arbitro: | Pickel |

|                         |           |            |
| Demir 18’ Juskowiak 35’ | Marcatori | 48’ Kleine |

| Arbitro: | Dingert |

|                 |           |                            |
| Felgenhauer 75’ | Marcatori | 56’ Kos 87’ (aut.) Gledson |

| Arbitro: | Winkmann |

|            |           |  |
| Helbig 59’ | Marcatori |  |

| Arbitro: | Perl |

|            |           |                                                    |
| Meijer 60’ | Marcatori | 29’, 84’ Juskowiak 49’ Trehkopf 61’ Demir 87’ Rehm |

| Arbitro: | Schalk |

|             |           |  |
| Peković 38’ | Marcatori |  |

| Arbitro: | Drees |

|                                      |           |                        |
| Heidrich 3’ Trehkopf 47’ Tchipev 64’ | Marcatori | 67’ Keller 78’ Dworrak |

| Arbitro: | Lupp |

|              |           |            |
| Ahanfouf 82’ | Marcatori | 44’ Helbig |

| Arbitro: | Kempter |

|                      |           |  |
| Curri 15’ Helbig 19’ | Marcatori |  |

| Arbitro: | Seemann |

|                           |           |                          |
| Reisinger 21’ Geißler 41’ | Marcatori | 12’ Juskowiak 61’ Helbig |

| Arbitro: | Schalk |

|  |           |                                              |
|  | Marcatori | 2’, 59’ Köhler 45’ van Lent 50’ Ochs 74’ Cha |

| Arbitro: | Rafati |

|  |           |           |
|  | Marcatori | 69’ Curri |

| Arbitro: | Stark |

|              |           |                         |
| Juskowiak 1’ | Marcatori | 44’ Springer 66’ Ebbers |

| Arbitro: | Perl |

|            |           |  |
| Lavrič 21’ | Marcatori |  |

| Arbitro: | Stachowiak |

|                        |           |  |
| Trehkopf 73’ Demir 90’ | Marcatori |  |

| Arbitro: | Schalk |

|                |           |           |
| Haeldermans 9’ | Marcatori | 53’ Demir |

### Coppa di Germania
| Arbitro: | Grudzinski |

|                                            |           |                              |
| Reichenberger 26’ Feldhoff 32’ (rig.), 33’ | Marcatori | 45’ Juskowiak 83’ Shubitidze |

## Statistiche

### Statistiche di squadra
| Competizione      | Punti | In casa | In casa | In casa | In casa | In casa | In casa | In trasferta | In trasferta | In trasferta | In trasferta | In trasferta | In trasferta | Totale | Totale | Totale | Totale | Totale | Totale | DR |
| Competizione      | Punti | G       | V       | N       | P       | Gf      | Gs      | G            | V            | N            | P            | Gf           | Gs           | G      | V      | N      | P      | Gf     | Gs     | DR |
| ----------------- | ----- | ------- | ------- | ------- | ------- | ------- | ------- | ------------ | ------------ | ------------ | ------------ | ------------ | ------------ | ------ | ------ | ------ | ------ | ------ | ------ | -- |
| 2. Bundesliga     | 51    | 17      | 10      | 3       | 4       | 27      | 19      | 17           | 5            | 3            | 9            | 22           | 21           | 34     | 15     | 6      | 13     | 49     | 40     | +9 |
| Coppa di Germania | -     | 0       | 0       | 0       | 0       | 0       | 0       | 1            | 0            | 0            | 1            | 2            | 3            | 1      | 0      | 0      | 1      | 2      | 3      | -1 |
| Totale            | 51    | 17      | 10      | 3       | 4       | 27      | 19      | 18           | 5            | 3            | 10           | 24           | 24           | 35     | 15     | 6      | 14     | 51     | 43     | +8 |

### Andamento in campionato
| Giornata  | 1 | 2 | 3 | 4 | 5 | 6 | 7  | 8 | 9 | 10 | 11 | 12 | 13 | 14 | 15 | 16 | 17 | 18 | 19 | 20 | 21 | 22 | 23 | 24 | 25 | 26 | 27 | 28 | 29 | 30 | 31 | 32 | 33 | 34 |
| --------- | - | - | - | - | - | - | -- | - | - | -- | -- | -- | -- | -- | -- | -- | -- | -- | -- | -- | -- | -- | -- | -- | -- | -- | -- | -- | -- | -- | -- | -- | -- | -- |
| Luogo     | T | C | T | C | T | C | C  | T | C | T  | C  | T  | C  | T  | C  | T  | C  | C  | T  | C  | T  | C  | T  | T  | C  | T  | C  | T  | C  | T  | C  | T  | C  | T  |
| Risultato | V | V | P | N | P | N | P  | V | P | P  | V  | P  | V  | P  | V  | P  | V  | N  | P  | V  | V  | V  | V  | P  | V  | N  | V  | N  | P  | V  | P  | P  | V  | N  |
| Posizione | 1 | 1 | 2 | 5 | 8 | 9 | 12 | 7 | 9 | 11 | 9  | 11 | 8  | 10 | 7  | 9  | 8  | 8  | 9  | 9  | 9  | 7  | 6  | 6  | 6  | 7  | 6  | 7  | 8  | 6  | 7  | 8  | 7  | 7  |

Legenda:

Luogo: C = Casa; T = Trasferta. Risultato: V = Vittoria; N = Pareggio; P = Sconfitta.

### Statistiche dei giocatori
| Giocatore     | 2. Bundesliga | 2. Bundesliga | 2. Bundesliga | 2. Bundesliga | Coppa di Germania | Coppa di Germania | Coppa di Germania | Coppa di Germania | Totale   | Totale | Totale      | Totale     |
| Giocatore     | Presenze      | Reti          | Ammonizioni   | Espulsioni    | Presenze          | Reti              | Ammonizioni       | Espulsioni        | Presenze | Reti   | Ammonizioni | Espulsioni |
| ------------- | ------------- | ------------- | ------------- | ------------- | ----------------- | ----------------- | ----------------- | ----------------- | -------- | ------ | ----------- | ---------- |
| F. Berger     | 9             | 0             | 2             | 0             | 0                 | 0                 | 0                 | 0                 | 9        | 0      | 2           | 0          |
| G. Berger     | 4             | 0             | 0             | 0             | 0                 | 0                 | 0                 | 0                 | 4        | 0      | 0           | 0          |
| T. Bobel      | 21            | 0             | 0             | 0             | 0                 | 0                 | 0                 | 0                 | 21       | 0      | 0           | 0          |
| F. Bröcker    | 2             | 0             | 1             | 0             | 0                 | 0                 | 0                 | 0                 | 2        | 0      | 1           | 0          |
| S. Curri      | 28            | 6             | 3             | 0             | 1                 | 0                 | 0                 | 0                 | 29       | 6      | 3           | 0          |
| E. Demir      | 23            | 5             | 4             | 0             | 0                 | 0                 | 0                 | 0                 | 23       | 5      | 4           | 0          |
| U. Ehlers     | 12            | 0             | 2             | 0             | 0                 | 0                 | 0                 | 0                 | 12       | 0      | 2           | 0          |
| J. Emmerich   | 28            | 1             | 3             | 0             | 0                 | 0                 | 0                 | 0                 | 28       | 1      | 3           | 0          |
| S. Günther    | 22            | 1             | 5             | 0             | 1                 | 0                 | 0                 | 0                 | 23       | 1      | 5           | 0          |
| J. Hahnel     | 13            | 0             | 0             | 0             | 1                 | 0                 | 0                 | 0                 | 14       | 0      | 0           | 0          |
| K. Hampf      | 1             | 0             | 0             | 0             | 0                 | 0                 | 0                 | 0                 | 1        | 0      | 0           | 0          |
| H. Hasse      | 18            | 0             | 1             | 1             | 1                 | 0                 | 1                 | 0                 | 19       | 0      | 2           | 1          |
| M. Heidrich   | 31            | 3             | 8             | 0             | 1                 | 0                 | 0                 | 0                 | 32       | 3      | 8           | 0          |
| S. Helbig     | 28            | 9             | 10            | 0             | 1                 | 0                 | 0                 | 0                 | 29       | 9      | 10          | 0          |
| A. Juskowiak  | 33            | 9             | 2             | 0             | 1                 | 1                 | 0                 | 0                 | 34       | 10     | 2           | 0          |
| T. Kos        | 30            | 2             | 4             | 1             | 1                 | 0                 | 1                 | 0                 | 31       | 2      | 5           | 1          |
| R. Krasselt   | 1             | 0             | 0             | 0             | 0                 | 0                 | 0                 | 0                 | 1        | 0      | 0           | 0          |
| M. Kunze      | 15            | 1             | 1             | 0             | 0                 | 0                 | 0                 | 0                 | 15       | 1      | 1           | 0          |
| M. Kurth      | 30            | 0             | 5             | 0             | 1                 | 0                 | 0                 | 0                 | 31       | 0      | 5           | 0          |
| H. Liebers    | 14            | 0             | 3             | 0             | 1                 | 0                 | 0                 | 0                 | 15       | 0      | 3           | 0          |
| R. Petkov     | 0             | 0             | 0             | 0             | 0                 | 0                 | 0                 | 0                 | 0        | 0      | 0           | 0          |
| R. Rehm       | 27            | 2             | 3             | 0             | 1                 | 0                 | 1                 | 0                 | 28       | 2      | 4           | 0          |
| K. Shubitidze | 17            | 1             | 1             | 0             | 1                 | 1                 | 0                 | 0                 | 18       | 2      | 1           | 0          |
| Z. Tchipev    | 14            | 1             | 1             | 0             | 0                 | 0                 | 0                 | 0                 | 14       | 1      | 1           | 0          |
| D. Toppmöller | 16            | 1             | 3             | 0             | 1                 | 0                 | 0                 | 0                 | 17       | 1      | 3           | 0          |
| R. Trehkopf   | 31            | 4             | 7             | 1             | 1                 | 0                 | 1                 | 0                 | 32       | 4      | 8           | 1          |